# Diecezja Saint-Brieuc
Diecezja Saint-Brieuc (nazwa oficjalna: Diecezja Saint-Brieuc(-Tréguier)) – diecezja Kościoła rzymskokatolickiego w metropolii Rennes w północno-zachodniej Francji. Powstała w V wieku jako diecezja Saint-Brieuc. W 1801 uzyskała obecne granice, a w 1852 nadano jej obowiązującą do dziś nazwę oficjalną.